# Mojiaquan
Il Mojiaquan (莫家拳, pugilato della famiglia Mo) è uno stile di arti marziali cinesi classificabile come Nanquan, in quanto praticato nel Guangdong. È uno dei Guangdong Wu Daming Quan (广东五大名拳). È più conosciuto con la sua pronuncia cantonese di Mokgar kuen. In origine si chiamava Liudu Yinyang Zhang 六度阴阳掌 (Palmo Yinyang delle Sei Virtù).
Gli adepti di questo metodo rivendicano tre fondatori: il monaco Zhishan (至善禅师, in Pinyin Zhishan Chanshi) del tempio Shaolin del Fujian; Mo Dashi (莫达士) di Dongwanxian (东莞县) nel Guangdong; Mo Dachang (莫大昌). Oggi si contano 6 generazioni.

## Le Origini
Secondo Guangdong Gulao Mojiaquan Zoujin Zhong Xiaoxuexiao questo Pugilato sarebbe stato creato nell'epoca di Jiaqing (嘉庆, 1796-1820) , da Mo Zhejiao (莫蔗姣), un abitante di Huizhou (惠州) nella provincia del Guangdong, per poi essere trasmesso a Mo Longfu (莫龙富) ed altri di Qiantou Dazhoucun (桥头大洲村).
Secondo un articolo di Dong Zhe il fondatore della Scuola è Mo Dashi (莫达士) che sarebbe stato un discepolo del Tempio Shaolin del Fujian. Finito il proprio apprendistato presso il Tempio sarebbe tornato a Huogangcun (火岗村). Nel periodo iniziale della Dinastia Qing egli si occupò di organizzare Gruppi di Autodifesa dei villaggi (Mintuan, 民团).Liu Huilong si limita a raccontare che il giovane pugile Mo Youzi (莫有仔) si sposò con una donna della Famiglia Zhao (Zhaojia, 赵家); alla fine della Dinastia Qing lo stile è stato tramandato a Qiaotou (桥头) da Mo Lisheng (莫黎胜).
Per l'Enciclopedia Telematica dell'Istituto Confucio  questo stile fu creato dal Monaco Buddista Zhishan (Zhishan Chanshi, 至善禅师). Nel 1810 venne trasmesso da Mo Zhejiao (莫蔗蛟) di Haifeng (海丰) dell'area di Huizhou (惠州) in Guangdong. Sempre questa Enciclopedia inserisce come generazione successiva i seguenti abitanti di Huogangcun (火岗村): Mo Dashu 莫达树, Mo Siji 莫四季, Mo Dingru 莫定如, Mo Qingjiao 莫清骄, ecc.
Un altro parere viene espresso nell'enciclopedia di Baidu: il creatore dello stile sarebbe Mo Dashi 莫达士 agli inizi della dinastia Qing. Si riferisce che egli avesse studiato al tempio Shaolin. Alla seconda generazione vengono posti Mo Dingru 莫定儒, Mo Liangru 莫亮儒 e Mo Dachang 莫大昌.
Questa tabella è presa sempre dall'Enciclopedia di Baidu:
| Generazione in Ideogrammi | Generazione in Italiano | Nome Maestri in Pinyin |
| 1创始人 Chuangshiren      | Fondatore               | Mo Dashi 莫达士 |
| 2一传 Yichuan             | Prima Generazione       | *Mo Dingru 莫定儒, Mo Liangru *莫亮儒 *Mo Dachang 莫大昌                                                                                          |
| 3二传 Erchuan             | Seconda Generazione     | *Mo Lisheng 莫黎胜 *Mo Lin 莫林 *Mo Yannian 莫延年 *Chen Tanggong 陈堂公 *Xu Pitie 徐皮铁                                                         |
| 4三传 Sanchuan            | Terza Generazione       | *Mo Liang 莫亮 *Mo Qunheng莫群亨 |
| 5四传 Sichuan             | Quarta Generazione      | *Mo Yangji 莫钖计 *Mo Dinggui 莫丁贵 *Lin Yintang 林荫棠 *Mo Chuang莫创 *Mo Hai莫海 *Yao Li姚立 *Yao Fengrun 姚逢润 *Mo Longfu莫龙富 *Yao Yu 姚裕 |
| 6五传 Wuchuan             | Quinta Generazione      | *Mo Kunxiong 莫坤雄 *Mo Bingyang 莫炳扬 *Mo Deyu 莫德裕 *Zhang Yonghui 张永辉 *Huang Hua'an黄华安 *Lin Zhongwen 林仲文 *Lin Zhongwei林仲伟 *ecc.  |
| 7六传 Liuchuan            | Sesta Generazione       | *Yao Dadong 姚大东 *ecc. |

L'articolo Qiaotou Mojiaquan Jin Xiaoyuan  fornisce una versione ancora differente: il Mojiaquan sarebbe nato durante il regno di Qianlong (乾隆, 1736-1796), quando un monaco del Tempio Shaolin del Fujian, lo insegnò a quattro membri della famiglia Mo. Il monaco si chiamava Huizhen (慧真) ed i membri della famiglia Mo erano Mo Zhejiao 莫蔗蛟, Mo Siji 莫四季, Mo Dingru 莫定如, Mo Qingjiao 莫清骄.
Un altro articolo riferisce che gli Annali sportivi della Provincia di Guangdong (Guangdong Sheng Zhi Tiyu Zhi广东省志.体育志) narrano che durante il regno di Qianlong, il monaco Huizhen (慧真禅师), che proveniva dal tempio Shaolin del Fujian insegnò a Mo Zheyao (莫蔗咬) ad Haifeng , nella'area di Huizhou (惠州). Questo membro della famiglia Mo aveva come secondo nome da adulto Dashi (达士), ed era anche chiamato Mo Dacai (莫达材). In seguito lo stile venne tramandato a tre persone in Huogangcun (火岗村) nell'area di Huizhou a Mo Qingjiao (莫清骄), nome da adulto Dachang (大昌), detto Mo Zhenjiao (莫振蛟); a Mo Siji(莫四季); a Mo Dingru (莫定儒). Questa è la tabella che se ne deduce:
| Generazione in Ideogrammi | Generazione in Italiano | Nome Maestri in Pinyin |
| 1一传 Yichuan             | Prima Generazione       | *Huizhen Chanshi (慧真禅师) *Mo Zheyao 莫蔗咬 (cioè Mo Dashi) *Mo Qingjiao莫清骄 (cioè Mo dachang) *Mo Siji莫四季 *Mo Dingru 莫定儒 |
| 2二传 Erchuan             | Seconda Generazione     | *Mo Longfu 莫龙富 *Mo Dingru莫定儒 *Mo Lisheng莫黎胜 *Mo Lin莫林 *ecc.                                                              |
| 3三传 Sanchuan            | Terza Generazione       | *Mo Liang 莫亮 *Mo Rong莫容 *Mo Qunheng 莫群亨 *Mo Qunqing 莫群庆 *ecc.                                                             |
| 4四传 Sichuan             | Quarta Generazione      | *Mo jinghu莫敬湖 *Mo Kong 莫孔 *Mo Xiji 莫锡计 *Mo Dinggui 莫丁贵 *Mo Hai莫海 *ecc.                                                 |
| 5五传 Wuchuan             | Quinta Generazione      | *Mo Baixu 莫柏许 *Mo Ningle 莫宁乐 *Mo Deyu莫德裕 *Mo Kunxiong 莫坤雄 *Mo Runjin莫润金 *Mo Peigui 莫培桂 *ecc.                      |
| 6六传 Liuchuan            | Sesta Generazione       | *Mo Woxing莫沃兴 *Mo Jingming 莫镜明 *Mo Shuqi 莫树棋 *Mo Yongqiang莫永强 *Mo Huanchang 莫唤昌 *Mo Weichuan莫伟权 *ecc.             |

## Le Principali Tecniche delle Mani
Secondo l'Enciclopedia Telematica dell'Istituto Confucio queste sono le principali tecniche di utilizzo delle mani in questo stile:
- Pugno frontale  (冲拳T, 冲拳S,  chōngquánP,  Chong Ch'uan W);
- Pugno Appoggiato  (撐拳T, 撑拳S,  chēngquánP,  Cheng Ch'uan W);
- Studio degli Avambracci  (攻橋T, 攻桥S,  gōngqiáoP,  kung Ch'iao W);
- Palmo che Preme  (壓掌T, 压掌S,  yāzhǎngP,  Ya Chang W);
- Gomitata Orizzontale  (橫肘T, 横肘S,  héngzhǒuP,  Heng ChouW);
- Mani che Spariscono Continuamente  (連消手T, 连消手S,  liánxiāoshǒuP,  Lian Hsiao ShouW);
- Mani di un'Eleganza Squisita  (玲瓏手T, 玲珑手S,  línglóngshǒuP,  Ling Lung ShouW);
- Mani dei Tre Angoli  (三角手T, 三角手S,  sānjiǎoshǒuP,  San Chiao ShouW).

## Le Tecniche di Piede
Le Tecniche di Piede  (腳法T, 脚法S,  jiǎofǎP,  Chiao Fa W) del Mojiaquan sono in pratica Tecniche di Gamba (Tuifa), perciò il termine Jiaofa che riscontriamo in questo stile corrisponde al termine Tuifa del Wushu da Competizione e più generalmente accettato.
Questo un elenco:
- Piede del Gallo in Equilibrio  (撐雞腳T, 撑鸡脚S,  chēngjījiǎoP,  Ch’eng Chi Chiao W);
- Piede a Coda di Tigre  (虎尾腳T, 虎尾脚S,  hǔwěijiǎoP,  Hu Wei Chiao W);
- Piede che Penetra il Cuore  (穿心腳T, 穿心脚S,  chuānxīnjiǎoP,  Ch’uan Hsin Chiao W);
- Piede Seguente (釘腳T, 钉脚S,  dīngjiǎoP,  Ting Chiao W);
- Gamba del Sopracciglio a trigramma  (卦眉腿T, 卦眉腿S,  guàméituǐP,  Kua Mei T'ui W);
- Piede a Falce con il Taglio a Gomito   (截肘鐮腳T, 截肘镰脚S,  jiézhǒuliánjiǎoP,  Chie Chou Lian Chiao W);
- Piede che Calpesta Posteriormente  (后蹬腳T, 后蹬脚S,  hòudēngjiǎoP,  Hou Teng Chiao W);
- Piede Proiettile Posteriore  (后彈腳T, 后弹脚S,  hòudànjiǎoP,  Hou Tan Chiao W);
- Piede girando il Corpo  (翻身腳T, 翻身脚S,  fānshēnjiǎoP,  Fan Shen Chiao W);
- Piede Continuo che Oltrepassa la Soglia  (過門連環腳T, 过门连环脚S,  guòménliánhuánjiǎoP,  Kuo Men Lian Huan Chiao W);

Eccetera.
Dong Zhe tra le Tecniche di Gamba inserisce anche una Tecnica che solitamente sarebbe tra quelle in Salto (Tiaoyue):
- Due Gambe che Calciano Lateralmente Librandosi nell'Aria   (凌空雙側踢腿T, 凌空双侧踢腿S,  língkōngshuāngcètītuǐP,  Kua Mei T'ui W).

## Taolu
Le forme insegnate in questo stile sono: Mojia zhengzong quan (莫家正宗拳); Zhuangquan (桩拳); Suishou (碎手); Shuanglong chuhai (双龙出海); Zhishi (直势); Heihuquan (黑虎拳); Baoquan (豹拳); Jianquan (箭拳); Chuanhuaquan (串花拳); Qishisi shi Mojiaquan (74式莫家拳); Ershiyi shi ren zi zhangquan (21式人字张拳); Ershiba shi Baihuquan (28式白虎拳); Sanshijiu shi Qiaotouquan(39式桥头拳); Diaoyu pang (钓鱼棒); Longhu gun (龙虎棍); Mingzhou gun (鸣州棍); Erlang gun (二郎棍); Panlonggun (盘龙棍); Mojia daba (莫家大钯); ecc.